# Liste des sites Natura 2000 de la Vienne
Cet article recense les sites Natura 2000 de la Vienne, en France.

## Statistiques
La Vienne compte en 2016 vingt sites classés Natura 2000.
Douze bénéficient d'un classement comme site d'intérêt communautaire (SIC), huit comme zone de protection spéciale (ZPS).
Dix-sept sont entièrement dans la Vienne,
un est dans la Vienne et la Charente,
un est pour 15 % dans la Vienne et 85 % en Maine-et-Loire,
un pour 5 % dans la Vienne et 95 % dans les Deux-Sèvres.
Deux sites étant sur la même zone, les 20 sites correspondent à 19 zones.

## Liste
Une partie concerne les vallées de rivières
- vallée du Corchon.(présence de Chabot et de Lamproie de Planer)
- vallée de la Gartempe (présence de Chabot et de Lamproie marine, de saumon atlantique ainsi que du sonneur à ventre jaune et du cuivré des marais)
- vallée de la Crochatière(présence de Chabot et d'écrevisse à pattes blanches)
- vallée du Salleron (présence de Chabot et de Lamproie de Planer)
- vallée de l'Anglin

Des étangs
- étangs d'Asnières (Marsiléa à quatre feuilles)

Des carrières et des grottes
- Carrières des pieds Grimaud (chiroptères hivernants)
- Basse vallée de la Gartempe

Des coteaux calcaires
- Forêt et pelouses de Lussac-les-Châteaux

Des plaines, landes et chaumes
- Brandes de la Pierre-La
- Brandes de Montmorillon
- Champagne de Méron (pour entre autres, 16 espèces d'oiseaux protégées, de la Bondrée apivore au Pluvier guignard)
- Camp de Montmorillon, landes de Sainte-Marie(pour de très nombreuses espèces d'oiseaux comme les 3 suivantes)
- Plateau de Bellefonds (là aussi pour de très nombreuses espèces d'oiseaux)
- Plaine du Mirabalais et du Neuvillois
- Plaine de la Mothe-Saint-Heray Lezay pour 95 % en Deux-Sèvres.
- Landes du Pinail comprise dans la zone suivante:

Des forêts
- forêt de la Moulière, Landes du Pinail, bois du Defends, du Fou et de la Roche de Bran (pour entre autres, 23 espèces d'oiseaux protégées, dont le Pic mar et le Pic noir)
- Bois de l'hospice, étang de Beauour et environs (là aussi pour de très nombreuses espèces d'oiseaux)

Une région avec étang
- La région de Pressac avec l'étang de Combourg pour 78 % située dans le département de la Vienne.